# Mount Stevenson
Der Mount Stevenson ist ein Berggipfel im südöstlichen Teil des Yellowstone-Nationalparks im US-Bundesstaat Wyoming. Sein Gipfel hat eine Höhe von 3155 m. Er befindet sich einige Kilometer nordwestlich des höchsten Berges im Park, dem Eagle Peak, und ist Teil der Absaroka-Bergkette in den Rocky Mountains. 1,4 km nordöstlich liegt der höhere Mount Doane.
Der Mount Stevenson wurde 1871 vom Geologen Ferdinand Hayden während des Hayden Geological Survey 1871 nach seinem Freund und Chefassistenten James Stevenson (1840–1888) benannt. Stevenson, der als kleiner Junge von zu Hause weggelaufen war, lernte Hayden 1853 bei einer Erkundung der Dakota Badlands kennen. 1866 begann Stevenson für Hayden zu arbeiten und tat dies bis 1879. Die Insel Stevenson Island im Yellowstone Lake ist ebenfalls nach James Stevenson benannt.

## Belege
1. ↑  Mount Stevenson - Peakbagger.com. Abgerufen am 19. Dezember 2020.
2. ↑  Mount Stevenson. Abgerufen am 19. Dezember 2020 (englisch).
3. ↑  Mount Stevenson. Abgerufen am 19. Dezember 2020 (englisch).